# Donji Štrbci
Donji Štrbci est un village situé dans le comitat de Lika-Senj, en Croatie. Le village est habité par des Serbes et comptait 25 habitants au recensement de 2001.